# یاوهنی کارالیوک
یاوهنی کارالیوک ((به بلاروسی: Яўгеній Сяргеевіч Каралёк)؛ زادهٔ ۹ ژوئن ۱۹۹۶) دوچرخه‌سوار اهل بلاروس است.
وی در مسابقات کشوری و بین‌المللی در مجموع برندهٔ ۳ مدال طلا، ۱ مدال نقره، ۳ مدال برنز شده‌است.